# Robert Ganzo
Isaac Robert Ganzo, más conocido como Robert Ganzo (Caracas, 22 de agosto de 1898-Boulogne-Billancourt, 6 de abril de 1995), fue un poeta, narrador y traductor venezolano en lengua francesa.

## Biografía

### Primeros años
Ganzo fue hijo de Moïse y Esther Ganzo, judíos provenientes de Puerto Saíd en Egipto. Ganzo fue el mayor de cuatro hermanos. 
En abril de 1900, la familia dejó Venezuela rumbo a Bélgica, debido a dificultades económicas, instalándose en el número 330 de la calle Chaussée d'Alsemberg, en Bruselas.
Desde los 12 años, Ganzo comenzó a escribir poemas y obras de teatro que representaba en el Théâtre des Galeries. Se trasladó a París hacia 1920, donde se convirtió en librero de segunda mano. 

### Carrera literaria
Entre los años 20 y 50 publica la mayor parte de su obra poética y narrativa. Destacan sus poemarios Pirouettes sentimentales : poèmes et chansons, Orénoque, Sept chansons pour Agnès Capri, Lespugue y Rivière, así como su novela Moi, danseur.
En 1949, traducirá el poemario de Vicente Gerbasi, Mi padre, el inmigrante, y en 1950 La vara mágica de Ida Gramcko.
Durante la Segunda Guerra Mundial participó en resistencia, especialmente a través de sus poemas, Roberto Ganzo (1947). Tracts (en français). Paris: Jean Aubier. Por ser  judío y comunista, fue arrestado por la gestapo y llevado a una sala de interrogatorios bajo la Ópera de París, de la que escaparía con la ayuda de un guardia.
A partir de los años 1960 se dedicó a la prehistoria y publicó Histoire avant Sumer et Livres de pierre ou la Préhistoire reconsidérée.
Murió el 6 de abril de 1995 en Boulogne-Billancourt. Su última voluntad fue cumplida por Yvonne Ganzo, su viuda, mediante la creación de un premio literario , otorgado a autores de poesía "en contacto con el movimiento del mundo, lejos del campo cerrado de los laboratorios formalistas y las afectaciones posmodernas".

## Legado
Su última voluntad fue cumplida por Yvonne Ganzo, su viuda, mediante la creación de un premio literario. El Premio Robert Ganzo de poesía es concedido por la Fundación Robert Ganzo, bajo los auspicios de la Fundación de Francia, gracias al legado de su esposa Yvonne Thomas Ganzo, ya fallecida.
Este premio fue otorgado por primera vez en abril de 2007, bajo la dirección del festival internacional del libro y del cine producido por la asociación Étonnants Voyageurs.

Es otorgado en Saint-Malo. Entre sus premiados se encuentran:
- 2007: René Depestre, por Poésies complètes.
- 2008: Abdellatif Laâbi, por toda su obra.
- 2009: Franck Venaille, por toda su obra y, en particular, su libro It.
- 2010: Bernard Noël, por Les Plumes d’Éros
- 2011: Jean-Pierre Verheggen, por toda su obra y, en particular, su libro Poète bin qu'oui, poet bin qu'non ?
- 2012: Marie-Claire Bancquart, por toda su obra y, en particular, su libro Violente vie.
- 2013: Serge Pey, por toda su obra, incluido el libro Ahuc : poèmes stratégiques 1985-2012.
- 2014: Dominique Sampiero, por toda su obra y, en particular, su libro La vie est chaude.
- 2015: Valérie Rouzeau, por toda su obra y, en particular, su libro Va où.
- 2016: Anise Koltz, por su libro Somnambule du jour.
- 2017: Zéno Bianu, por toda su obra.
- 2018: Patrick Laupin, por toda su obra.
- 2019: Christian Bobin, por toda su obra.
- 2020: Valère Novarina, por toda su obra.

### Poesía
- (???): Si même...
- 1924: Pirouettes sentimentales : poèmes et chansons
- 1937: Orénoque
- 1938: Sept chansons pour Agnès Capri
- 1940: Lespugue
- 1941: Rivière
- 1942: Domaine
- 1947: Langage
- 1950: Chansons
- 1951: Colère
- 1954: Résurgences

En 1956, la Éditions Grasset publicó L'Œuvre Poetique, que reúne las colecciones Orénoque, Lespugue, Rivière, Domaine, Langage, Colère y Résurgences. Este libro fue reeditado en 1997 por Éditions Gallimard.

### Novela
- 1924: Moi, danseur

### Libros ilustrados
- 1942: Lespugue, 11 litografías originales en dos tonos de Jean Fautrier (primer libro ilustrado del pintor), 123 ejemplares.
- 1947: Langage, 12 litografías originales en color de Gérard Schneider, París, Lydia Conti, 112 ejemplares.
- 1966: Lespugue, 6 grabados originales de Ossip Zadkine, París, de Marcel Sautier, 200 ejemplares.
- Amérique, con grabados de Ginette Litt.

### Otras publicaciones
- 1917: Du bout des lèvres
- 1920: À celles qui furent nos amantes : Nouvelles chansons anciennes
- 1928: Le Génie prisonnier
- 1930: Du dancing ou le Danseur sentimental
- 1947: Tracts
- 1955: Tonia Cariffa
- 1957: Hajdu, vingt-deux reproductions
- 1960: José Charlet
- 1961: Olive Tamari
- 1963: Histoire avant Sumer
- 1974: Livres de pierre ou Préhistoire reconsidérée
- 1987:  Au citoyen Gustave-Arthur Dassonville
- 1991: La Rose et l'Orchidée